# Leptocypris
Leptocypris es un género de peces de la familia Cyprinidae y de la orden de los Cypriniformes. 

## Especies
- Leptocypris crossensis Howes & Teugels, 1989
- Leptocypris guineensis (Daget, 1962)
- Leptocypris konkoureensis Howes & Teugels, 1989
- Leptocypris lujae (Boulenger, 1909)
- Leptocypris modestus Boulenger, 1900
- Leptocypris niloticus (Joannis, 1835)
- Leptocypris taiaensis Howes & Teugels, 1989
- Leptocypris weeksii (Boulenger, 1899)
- Leptocypris weynsii (Boulenger, 1899)

- Datos: Q5297215
- Multimedia: Leptocypris / Q5297215
- Especies: Leptocypris